# Temperatura de equilíbrio planetário
A temperatura de equilíbrio planetário é uma temperatura teórica que o planeta seria considerado simplesmente como se fosse um corpo negro a ser aquecido apenas por sua estrela. Nesse modelo, a presença ou ausência de uma atmosfera (e, portanto, qualquer efeito estufa) não é considerado, e alguém considera a temperatura teórica do corpo negro como se viesse a partir de uma superfície idealizada do planeta.
Outros autores usam nomes diferentes para este conceito, como a temperatura do corpo negro equivalente a um planeta, ou a temperatura de emissão de radiação efetiva do planeta. Conceitos semelhantes incluem a temperatura média global, equilíbrio radiativo global, média global da temperatura do ar na superfície, que inclui os efeitos do aquecimento global.

## Modelo Teórico
Considerar uma estrela esférica e um planeta esférico. A estrela e o planeta são considerados corpos negros perfeitos. O planeta tem um albedo e só absorve uma fração da radiação, dependendo de suas características superficiais. A estrela emite radiação isotrópica de acordo com a lei de Stefan-Boltzmann, que percorre uma distância igual à distância orbital do planeta. O planeta absorve a radiação que não é reflectido pelo albedo da superfície, e se aquece. Uma vez que o planeta é também um corpo negro que emite radiação de acordo com a lei de Stefan-Boltzmann, que irá emitir radiação e perder energia. Existe um equilíbrio térmico, quando a potência fornecida pela estrela é igual à energia emitida pelo planeta. A temperatura à qual este equilíbrio ocorre é a temperatura de equilíbrio planetário e é igual a:
{\displaystyle {T}_{eq}={T}_{\bigodot }{\left(1-a\right)}^{1/4}{\sqrt {\frac {{R}_{\bigodot }}{2D}}}}
A temperatura de equilíbrio não é nem um limite superior ou inferior de temperaturas reais em um planeta. Por causa do efeito estufa, planetas com atmosferas terão temperaturas mais altas do que a temperatura de equilíbrio. Por exemplo, Vénus tem uma temperatura de equilíbrio de 260 K, mas uma temperatura de superfície de 740 K. A Lua tem uma temperatura de corpo negro de 271 K, mas pode ter temperaturas de 373 K durante o dia e 100 K à noite. Isto é devido à rotação relativamente lenta da Lua em relação a seu tamanho, de modo que toda a superfície não se aquece uniformemente. Corpos em órbita também podem ser aquecidos pelo calor das marés, energia geotérmica, que é conduzida por decaimento radioativo no núcleo do planeta, ou aquecimento substantivo.

### Derivação detalhada da temperatura de equilíbrio planetário
{\displaystyle {P}_{in}={P}_{out}} A energia absorvida pelo planeta a partir da estrela é igual à energia emitida pelo planeta.
{\displaystyle {P}_{in}={L}_{\bigodot }\left(1-a\right)\left({\frac {\pi {{R}_{p}}^{2}}{4\pi {D}^{2}}}\right)}  A entrada de energia para o planeta é igual à luminosidade (ou seja, energia emitida) da estrela, vezes a proporção absorvida pelo planeta (1 menos o albedo), vezes a área do planeta iluminada pela estrela, dividida pela área da esfera que toda a radiação da estrela é lançada sobre a distância do planeta.
{\displaystyle P=\sigma A{T}^{4}} Qualquer energia de entrada de um corpo negro é irradiada na forma de calor de acordo com a lei de Stefan-Boltzmann, onde P é a energia de entrada, σ é a constante de Stefan-Boltzmann, A é a área de superfície do corpo negro, e T é a temperatura de equilíbrio.
{\displaystyle {L}_{\bigodot }=\left(\sigma {{T}_{\bigodot }}^{4}\right)\left(4\pi {{R}_{\bigodot }}^{2}\right)} A luminosidade da estrela é igual a constante de Stefan-Boltzmann, vezes a área da estrela, vezes a quarta energia da temperatura da estrela.
{\displaystyle {P}_{out}=\left(\sigma {{T}_{eq}}^{4}\right)\left(4\pi {{R}_{p}}^{2}\right)} A energia emitida pelo planeta.
Reorganizando, pode-se mostrar que: {\displaystyle {T}_{eq}={T}_{\bigodot }{\left(1-a\right)}^{1/4}{\sqrt {\frac {{R}_{\bigodot }}{2D}}}}
É interessante notar que a temperatura de equilíbrio não depende do tamanho do planeta, pois tanto a radiação de entrada e de saída dependem da área do planeta.

## Cálculo para exoplanetas
Para exoplanetas a temperatura da estrela pode ser calculada a partir da cor da estrela usando a lei de Planck. A temperatura calculada da estrela pode ser usada com o diagrama de Hertzsprung-Russell para determinar a magnitude absoluta da estrela, que pode então ser utilizada com valores observados para determinar a distância para a estrela e, finalmente, o tamanho da estrela. Simulações orbitais são usadas para determinar quais parâmetros orbitais (incluindo distância orbital) produzem as observações vistas pelos astrônomos. Astrônomos usam um albedo hipotético e pode, em seguida, estimar a temperatura de equilíbrio.